# 百事侵略者
《百事侵略者》（英语：Coke Invaders）是一款由雅達利開發、可口可乐公司於1983年發行在雅達利2600平臺上的固定射擊遊戲，為1978年遊戲《太空侵略者》雅達利2600版的翻製版本。玩家必須操作設置於螢幕底部的雷射砲擊落自螢幕上方入侵的敵人，其中包含用來拼寫「百事」（Pepsi）的英語字母。玩家有三分鐘的時間限制，不過有無限次生命。
《百事侵略者》被稱為廣告遊戲的早期代表作。可口可樂公司在1983年的銷售會議中將本作贈與公司高層，期望能藉此提振士氣，不過多數人因為不感興趣並沒有接受贈品。本作以雅達利2600平臺上最稀有的遊戲之一聞名，據稱發行量僅有125份，歷來在各種線上拍卖網站上皆以高價售出。

## 概要

《百事侵略者》遊戲畫面截圖

《百事侵略者》是一款固定射擊遊戲，為1978年遊戲《太空侵略者》雅達利2600版的翻製版本。玩家必須操作設置於螢幕底部的雷射砲擊落自螢幕上方入侵的敵人，其中原作敵人陣容中每列6个外星人的形象被更改为P、E、P、S、I五個英語字母（即「百事」的英文名称）以及一個与原作相同的外星人；另外，在螢幕頂部移動的太空船也被替換為百事的識別標誌。原作中，玩家沒有遊玩上的時間限制，但有接關次數的限制；而在本作中，玩家被給予了三分鐘的時間限制，不過有無限次生命。在遊玩時間結束後，螢幕上方會顯示「COKE WINS」（可樂贏了）字樣。此外，地面的顏色在本作中被設置成了可口可乐的顏色。
由於《太空侵略者》雅達利2600版的移植人員瑞克·莫勒（Rick Maurer）早先已因金錢問題離職，雅達利將《百事侵略者》的開發工作交給了克里斯托弗·奧馬祖（Christopher Omarzu）。可口可乐公司在1983年的銷售會議中將本作隨雅達利2600主機一同贈與參與會議的125位公司高層，期望能藉此提振士氣，不過多數人因為不感興趣並沒有接受贈品。
奧馬祖本人曾錯誤的將遊戲稱為《可樂贏了》（Coke Wins）和《可樂侵略者》，廣為流傳。

## 評價與影響
作家馬修·S·伊斯汀（Matthew S. Eastin）稱《百事侵略者》為「廣告遊戲」（advergame）的早期代表作，並稱其攻擊競爭對手之意涵較廣告意涵為大。《衛報》將《百事侵略者》納入了最佳置入性行銷電子遊戲清單中，同樣稱本作為此一類型遊戲的早期代表作，並稱其為一「惡作劇（mischievous）」的行銷手法；《PC Format》認為此一行銷策略十分明智，並將其與真人實境秀節目《誰是接班人》做了比較；《Retro Gamer》則批評本作中的敵人不能像《太空侵略者》原作一樣向下移動。
《百事侵略者》的卡帶為黑色，沒有外部包裝；由於是專為參與1983年銷售會議的公司高層製作，本作的發行量據稱僅有125份。《百事侵略者》現已成為電子遊戲收藏家眼中炙手可熱之標的，在eBay上更曾以高達1,825美元的價格售出。